# When Casey Joined the Lodge
When Casey Joined the Lodge è un cortometraggio muto del 1908. Il nome del regista non viene riportato nei credit del film.

## Produzione
Il film fu prodotto dalla Vitagraph Company of America.

## Distribuzione
Distribuito dalla Vitagraph Company of America, il film - un cortometraggio di 102 metri - uscì nelle sale cinematografiche statunitensi il 13 giugno 1908.